# 대한민국의 방위사업청장
방위사업청장(防衛事業廳長)은 방위사업청을 대표하는 직위로, 차관급 정무직공무원으로 보한다.

## 임명
- 방위사업청장은 대통령이 임명한다.

## 역할
- 각 행정기관의 장은 소관사무를 통할하고 소속공무원을 지휘·감독한다.
- 방위사업청장은 방위력 개선사업, 군수물자 조달 및 방위산업 육성에 관한 사무를 관장한다.

## 역대 청장

### 방위사업청장
| 정부        | 대수           | 이름                             | 임기                            | 비고                        |
| ----------- | -------------- | -------------------------------- | ------------------------------- | --------------------------- |
| 노무현 정부 | 초대           | 김정일(金炡一)                   | 2006년 1월 1일~2006년 7월 25일  | 뇌물수수로 인해 사퇴        |
| 노무현 정부 | 직무대리       | 이용철(李鎔喆)                   | 2006년 7월 26일~2006년 7월 31일 |                             |
| 노무현 정부 | 2대            | 이선희(李仙熙)                   | 2006년 8월 1일~2008년 3월 7일   |                             |
| 이명박 정부 | 직무대리       | 김종민(金鐘敏)                   | 2008년 3월 7일~2008년 3월 9일   |                             |
| 이명박 정부 | 3대            | 양치규(梁致奎)                   | 2008년 3월 10일~2009년 1월 19일 |                             |
| 이명박 정부 | 4대            | 변무근(卞武根)                   | 2009년 1월 20일~2010년 8월 16일 |                             |
| 이명박 정부 | 5대            | 장수만(張秀萬)                   | 2010년 8월 17일~2011년 2월 16일 | 함바집 비리와 관련하여 사퇴 |
| 이명박 정부 | 직무대리       | 권오봉(權五俸)                   | 2011년 2월 16일~2011년 3월 17일 |                             |
| 이명박 정부 | 6대            | 노대래(盧大來)                   | 2011년 3월 18일~2013년 3월 15일 |                             |
| 박근혜 정부 | 6대            | 노대래(盧大來)                   | 2011년 3월 18일~2013년 3월 15일 |                             |
| 7대         | 이용걸(李庸傑) | 2013년 3월 16일~2014년 11월 18일 |                                 |                             |
| 8대         | 장명진(張明鎭) | 2014년 11월 19일~2017년 7월 19일 |                                 |                             |
| 문재인 정부 |                |                                  |                                 |                             |
| 직무대리    | 문승욱(文勝煜) | 2017년 7월 20일~2017년 8월 6일   |                                 |                             |
| 9대         | 전제국(全濟國) | 2017년 8월 7일~2018년 8월 30일   |                                 |                             |
| 10대        | 왕정홍(王淨弘) | 2018년 8월 31일~2020년 12월 24일 |                                 |                             |
| 11대        | 강은호(姜恩湖) | 2020년 12월 25일~2022년 6월 21일 |                                 |                             |
| 윤석열 정부 | 12대           | 엄동환(嚴東煥)                   | 2022년 6월 22일~2024년 2월 18일 |                             |
| 윤석열 정부 | 13대           | 석종건(昔鍾健)                   | 2024년 2월 19일~                |                             |

## 같이 보기
- 방위사업청
- 방위사업청 차장